# Sine Mora
Sine Mora è un videogioco sparatutto a scorrimento sviluppato dalla Digital Reality e Grasshopper Manufacture  e pubblicato dalla Microsoft Studios. È stato pubblicato il 21 marzo 2012 per Xbox 360 attraverso Xbox Live Arcade. Il gioco è stato annunciato il 18 agosto 2010.  Si tratta di una produzione nippo-ungherese, a cui ha collaborato fra gli altri Mahiro Maeda.